# Nuova cucina nordica

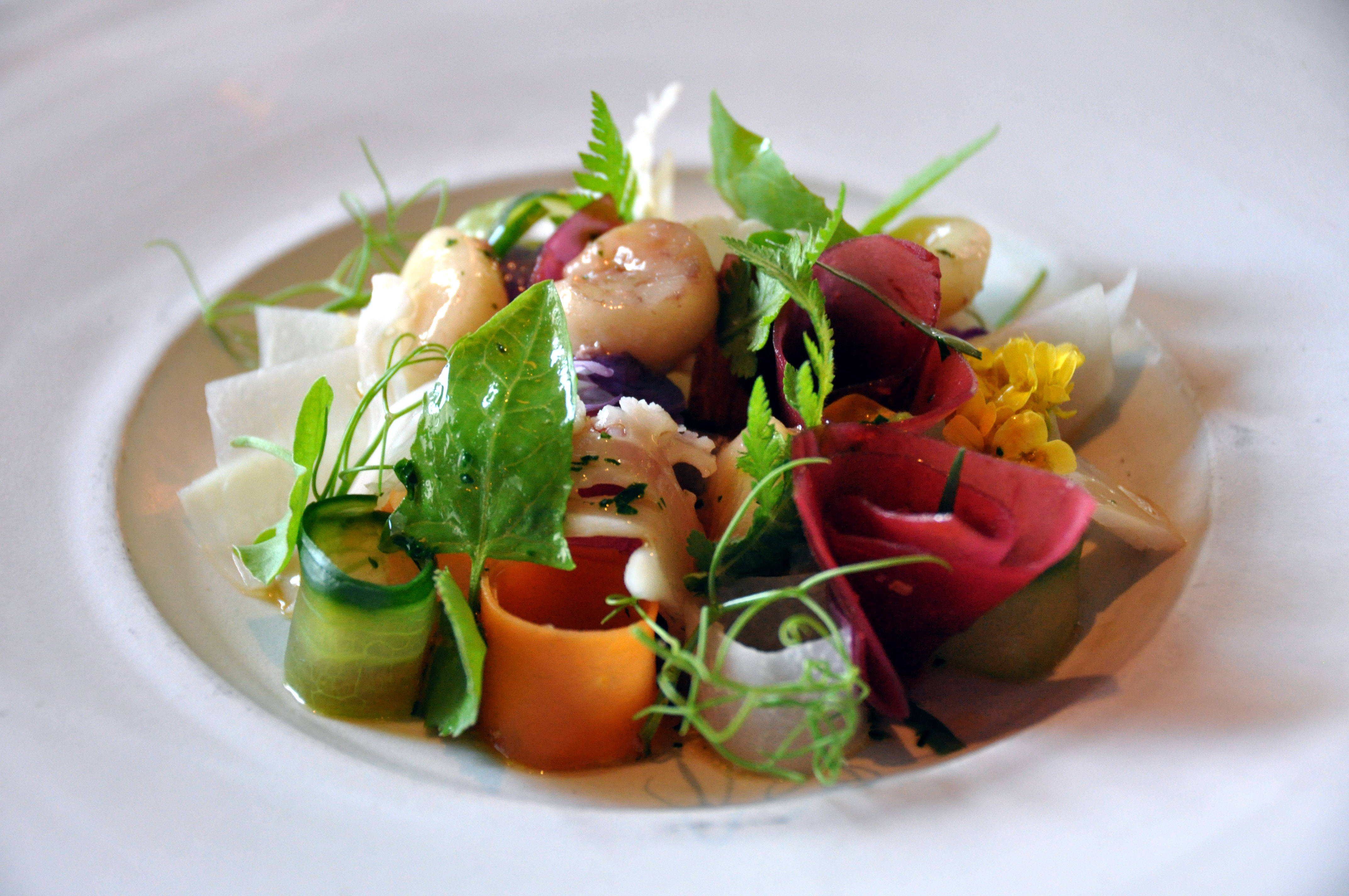
Piatto di Nuova cucina nordica, con ingredianti locali stagionali (midollo con verdure in salamoia) al ristorante Noma.

La nuova cucina nordica (in danese Det nye nordiske køkken, in svedese Det nya nordiska köket, in norvegese Det nye nordiske kjøkken, in finlandese Uusi pohjoismainen keittiö) è un movimento culinario che si è sviluppato nei paesi nordici ed in particolare in Scandinavia, a partire dagli anni 2000. La nuova cucina nordica è stata promossa da ed ha trovato ispirazione in un manifesto scritto dall'attivista e imprenditore alimentare Claus Meyer e da un certo numero di chef scandinavi nel 2004 a Copenaghen. La nuova cucina nordica si propone di promuovere l'uso di prodotti locali, naturali e stagionali come base per nuovi piatti sia nei ristoranti sia nella cucina domestica. Numerosi ristoranti, in particolare in Danimarca, hanno introdotto ingredienti locali, alcuni spesso nuovi per il palato abituale, in combinazione con cibi tradizionali preparati in modi nuovi.

## Storia
Nel novembre 2004, su iniziativa degli chef danesi René Redzepi e Claus Meyer del ristorante Noma, allora appena aperto, si è tenuta una conferenza a Copenaghen, nella quale si sono incontrati chef e professionisti del mondo dell'alimentazione di tutti i paesi nordici, per discutere come sviluppare al meglio quella che hanno definito la "Nuova Cucina Nordica". In questa conferenza si è sottolineata, in particolare, la necessità di ricercare "purezza, semplicità e freschezza" nonché un maggiore utilizzo di ingredienti stagionali. Questo movimento ha incoraggiato i ristoratori a creare delle evoluzioni dei piatti tradizionali sfruttando ingredienti che beneficiano del clima, dell'acqua e del suolo della regione
In una riunione tenutasi a Copenaghen nel 2005, dei ministri dell'agricoltura e dell'alimentazione del Consiglio nordico, i ministri di Danimarca, Finlandia, Islanda, Norvegia e Svezia hanno espresso il loro sostegno a questo movimento, lanciando il cosiddetto "nuovo programma alimentare nordico". Ciò ha portato alla erogazione, nel 2006, di un finanziamento di 3 milioni di euro per una serie di attività correlate.

## Approccio
La nuova cucina cerca di sfruttare gli elementi presenti nelle ricette tradizionali scandinave di piatti a base di pesce e carne, evolvendole attraverso l'uso di prodotti locali, facendo rivivere e adattando alcune delle tecniche più antiche, ad esempio quelle per la marinatura, l'affumicatura e la salatura. Prodotti come la colza, l'avena, i formaggi e le varietà più antiche di mele e pere vengono ora preparati con maggiore attenzione alla salvaguardia dei loro aromi naturali. I fautori della Nuova Cucina Nordica hanno fatto questi passaggi in parallelo con una crescente consapevolezza e interesse per gli alimenti biologici di tutta la regione. Oltre alla preoccupazione per la "purezza e freschezza" degli alimenti, si cerca anche di sfruttare al massimo i prodotti di stagione come le patate novelle, le fragole da giardino e gli asparagi in estate ed i prodotti da forno e le carni condite durante il periodo natalizio.
Claus Meyer ha sostenuto una campagna per la diffusione dei principi della Nuova cucina nordica non solo nei ristoranti, ma anche nelle produzioni alimentari della regione nordica. Anche lo chef svedese Magnus Nilsson è stato un pioniere della Nuova cucina nordica, e il suo approccio, include anche la documentazione e il rilancio della cucina tradizionale di tutta la regione nordica.

## Ristoranti
Fin dalla sua apertura, il ristorante di Copenaghen Noma (abbreviazione dell'espressione nordisk mad, che significa cibo nordico) è stato in prima linea nello sviluppo e nella concretizzazione delle idee alla base della Nuova cucina nordica
Seguendo l'obiettivo di servire piatti preparati secondo le linee guida elaborate per la nuova cucina, è stato più volte insignito del titolo di "miglior ristorante del mondo" nel 2010, 2011, 2012, e ancora nel 2014 e nel 2021 dalla rivista The World's 50 Best Restaurants
Altri ristoranti a Copenaghen e nella regione hanno seguito questa corrente, attratti dal crescente interesse. Fra questi ristoranti si possono ricordare il Ti Trin Ned a Fredericia, il Geranium di Copenaghen e in passato il Restaurant Malling & Schmidt di Aarhus.
Il piccolo ristorante di Magnus Nilsson Fäviken, in una zona rurale della Svezia ha chiuso nel 2019, ma ha avuto una grande influenza nello sviluppo e nella elaborazione della Nuova cucina nordica.

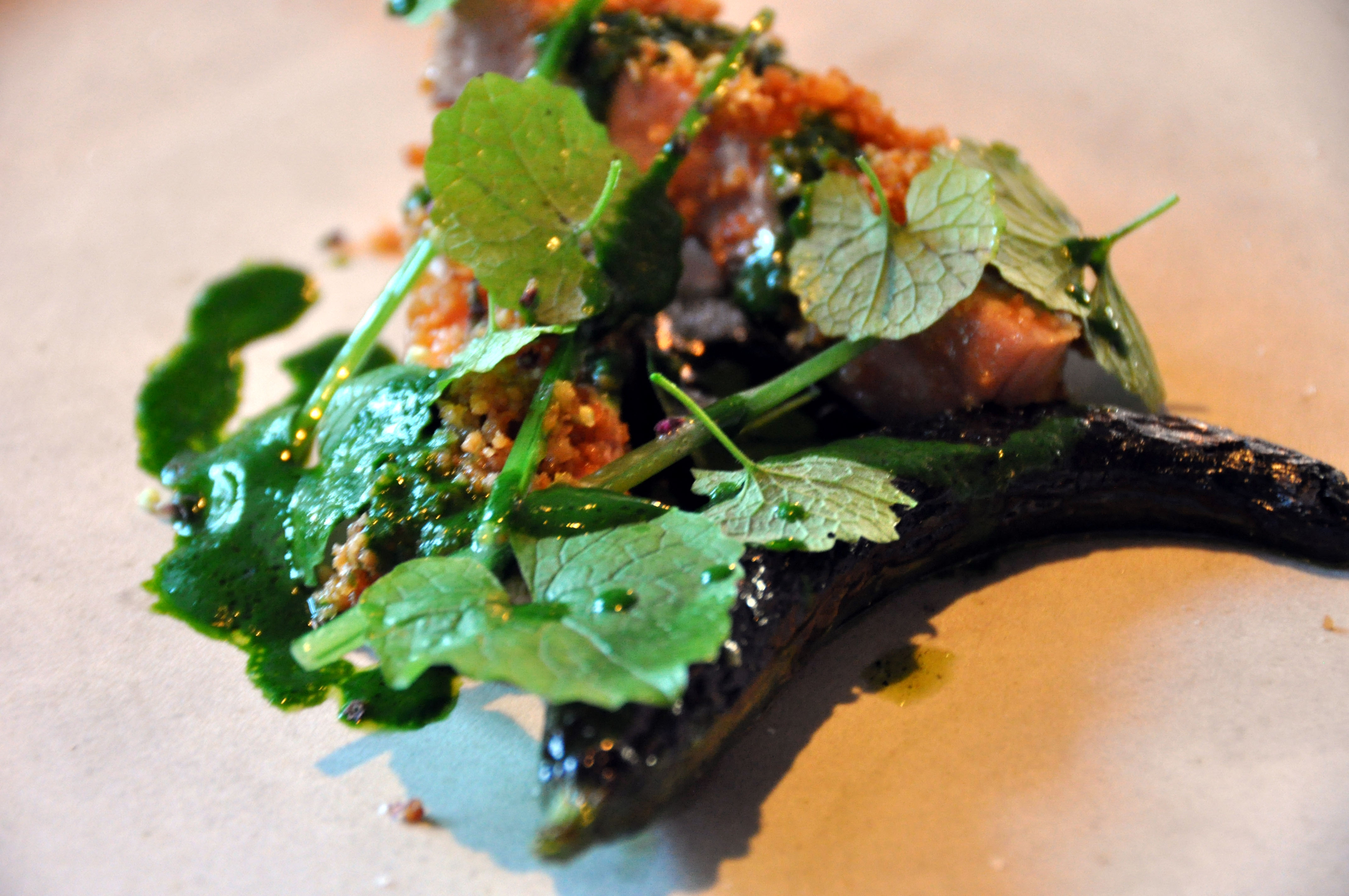
Pancetta fritta, con aglio orsino e cetriolo grigliato
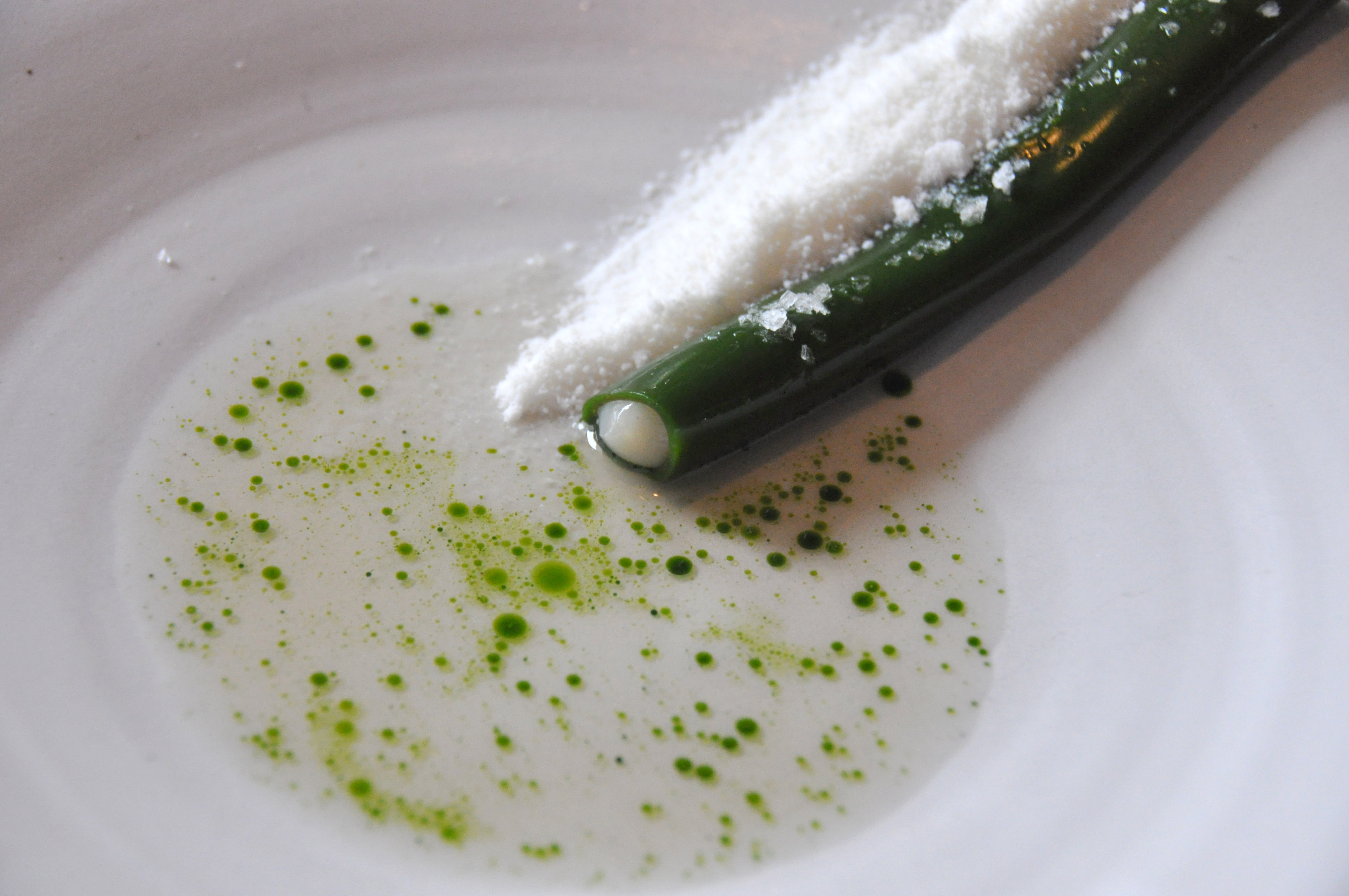
Ostriche crude con gelatina di prezzemolo, latticello montato a neve e rafano
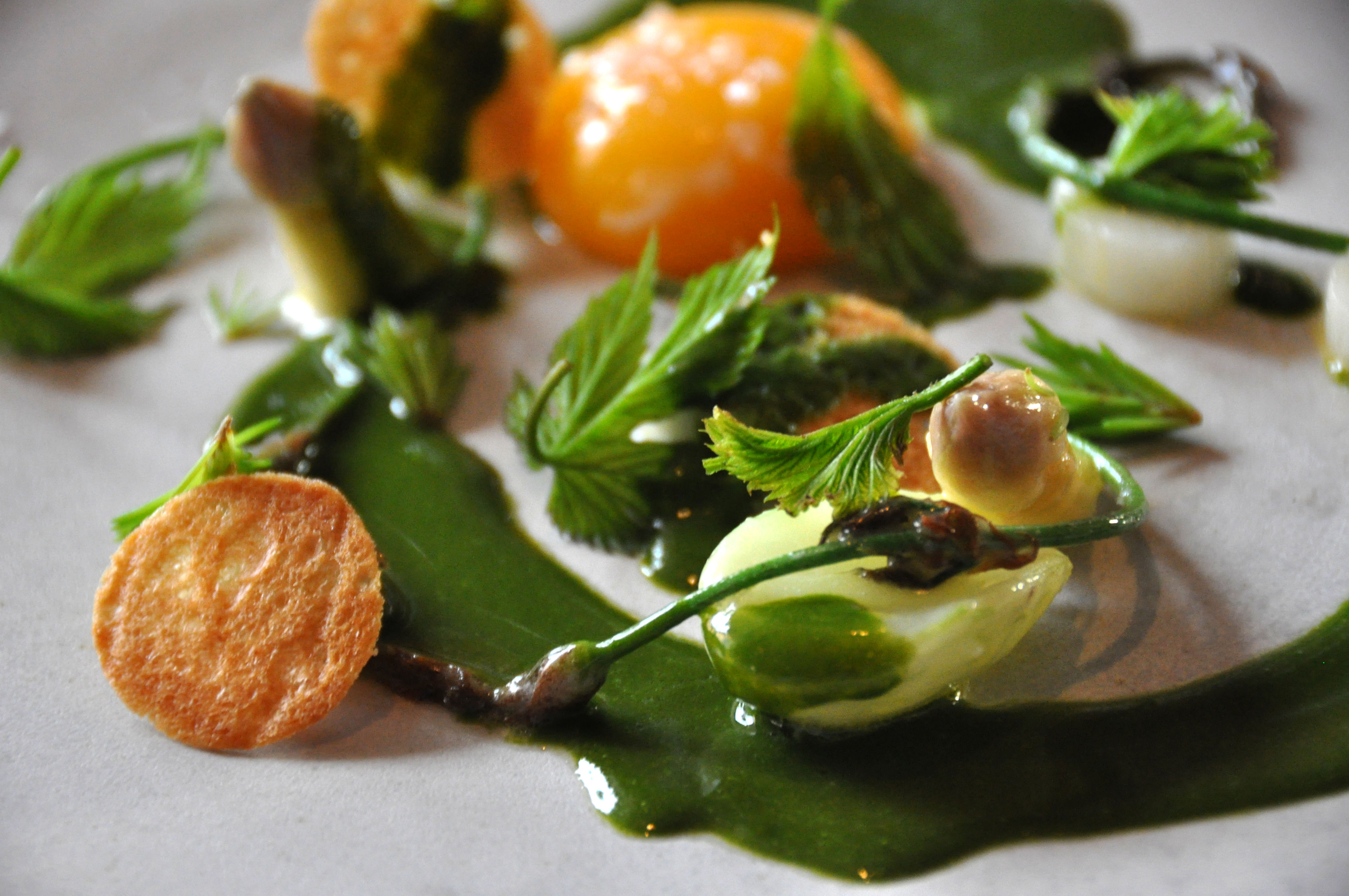
Asparagi bianchi con uovo in camicia tuorlo e salsa di asparagi
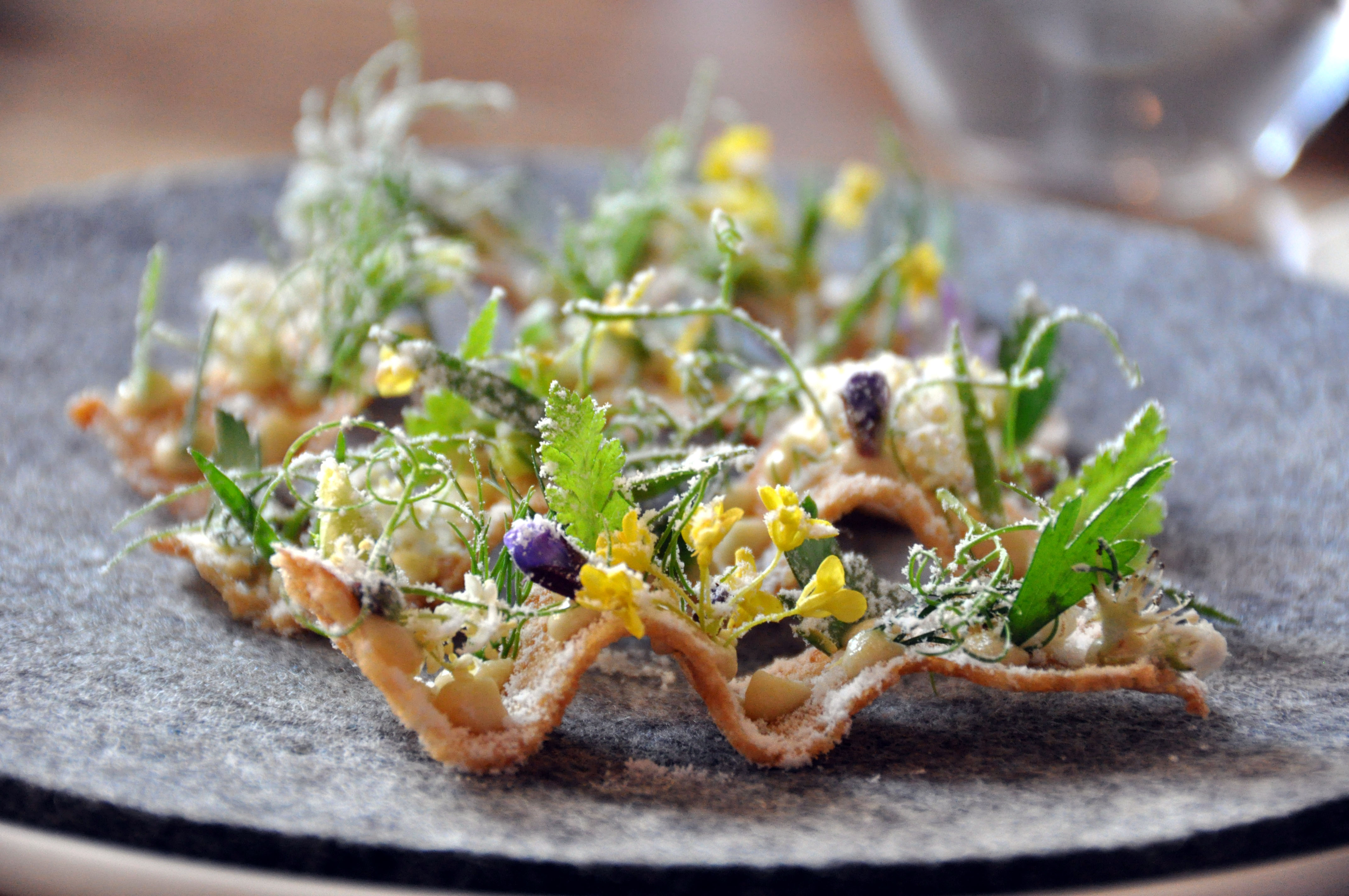
Toast con uova di rombo e polvere di aceto